# Cambrers
Cambrers és el primer disc del cantautor valencià Juli Bustamante: est àlbum, junt amb Brossa d'ahir de Pep Laguarda (1977) i Humitat relativa de Remigi Palmero (1979) —en el qual també participà Bustamante—, forma part de l'anomenada «trilogia del pop mediterrani valencià», segons la crítica especialitzada.
Durant la gravació d'Humitat relativa Bustamante i Palmero varen conéixer als germans Luis i Pepe Dougan i al percussioniste Lito Boricó, els quals participaven en el disc: Bustamante, que en un principi volia treballar com a compositor de cançons per a altres, rebé l'espenta per a gravar un disc com a intèrpret que, malgrat la voluntat de Nacho Carreres i Lluís Miquel, no trobà cap de discogràfica interessada i finalment fon autoeditat gràcies al micromecenatge d'amics. Al remat, el disc tingué prou de ressò en la ràdio, exhaurí la primera edició i donà prous concerts al trio In Fraganti de Palmero, Bustamante i el germà d'est últim, Tico Balanzà.
Totes les cançons foren escrites i compostes per Juli Bustamante. 
| 1. | «Senyoreta X»           | Dedicada a la mare del seu fill.                | 3:26 |
| 2. | «Jove Carolina»         | Sobre l'eixida de l'adolescència.               | 3:38 |
| 3. | «Cambrers»              | Basat en l'anècdota real d'un matí d'empalmada. | 4:28 |
| 4. | «Avions»                | Sobre l'autoestima.                             | 2:30 |
| 5. | «Estimada germana»      | Sobre la fi d'una relació.                      | 1:17 |
| 6. | «Zefirs» (instrumental) | Homenatge a l'època d'Altea.                    | 5:40 |
| 7. | «Aigua descendent»      |                                                 | 3:20 |